# Cratère d'Eurytios

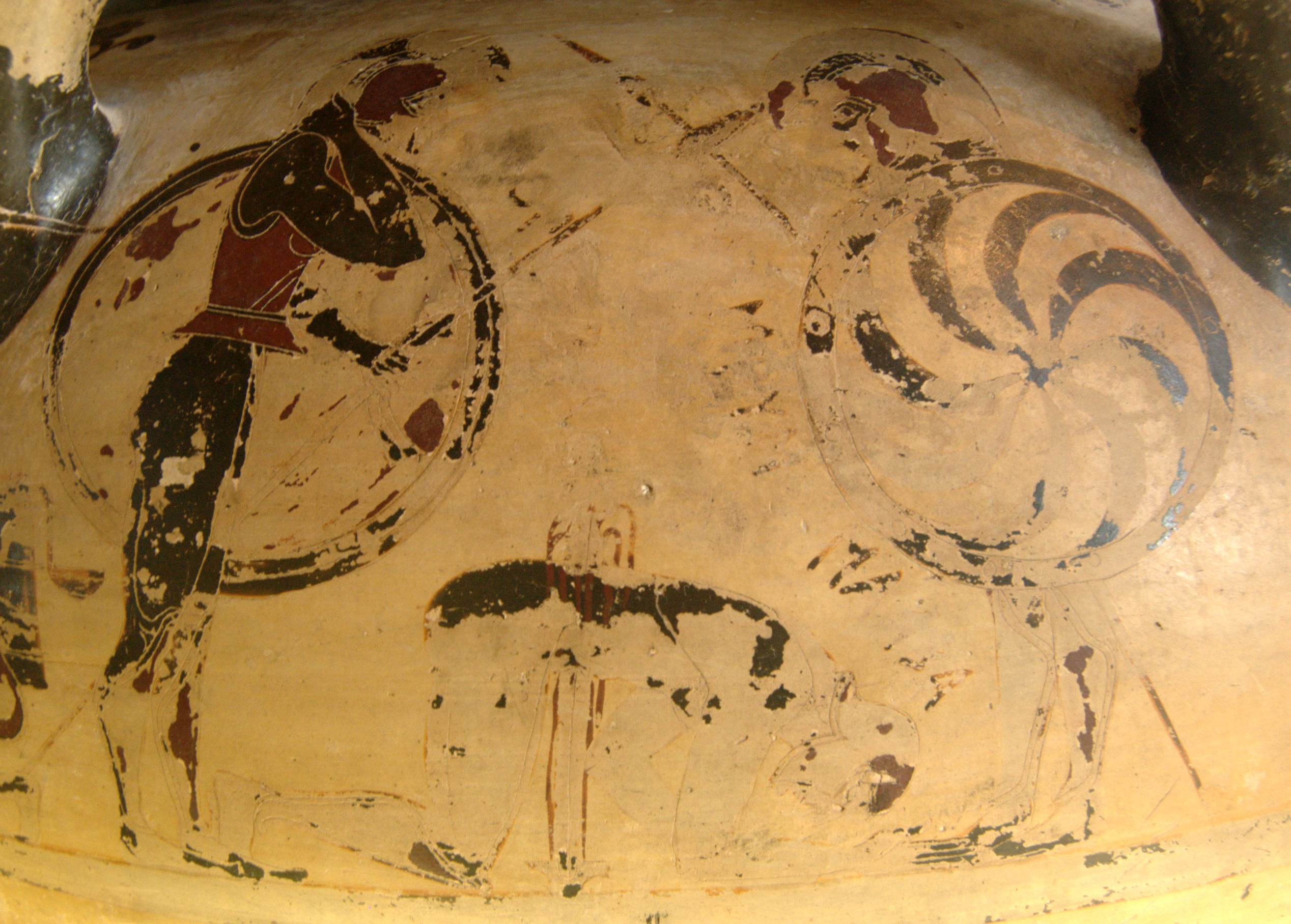
Face B. Suicide d'Ajax.

Le cratère Eurytios est le nom donné à un célèbre cratère corinthien, trouvé à Cerveteri, à côté de Rome, et conservé au Musée du Louvre. Le cratère Eurytios est daté d'environ 600 avant J.C. 

## Description
Le vase combine les possibilités des récemment inventées céramiques à figures noires et de la peinture polychrome. Le front du cratère représente Eurytios fêtant Herakles. Cette scène, d'après laquelle le vase a été nommé, est unique dans les vases peints Corinthiens.
En plus de la peinture elle-même, plusieurs figures sont nommées par des inscriptions. Le dos est décoré d'une scène de bataille, peut être liée à la Guerre de Troie. Sous les poignées il y a une scène de cuisine et probablement la plus ancienne représentation du suicide d'Ajax. La frise inférieure représente des hérons, des animaux et une chasse au cerf.

Illustration recomposée du motif du suicide d'Ajax

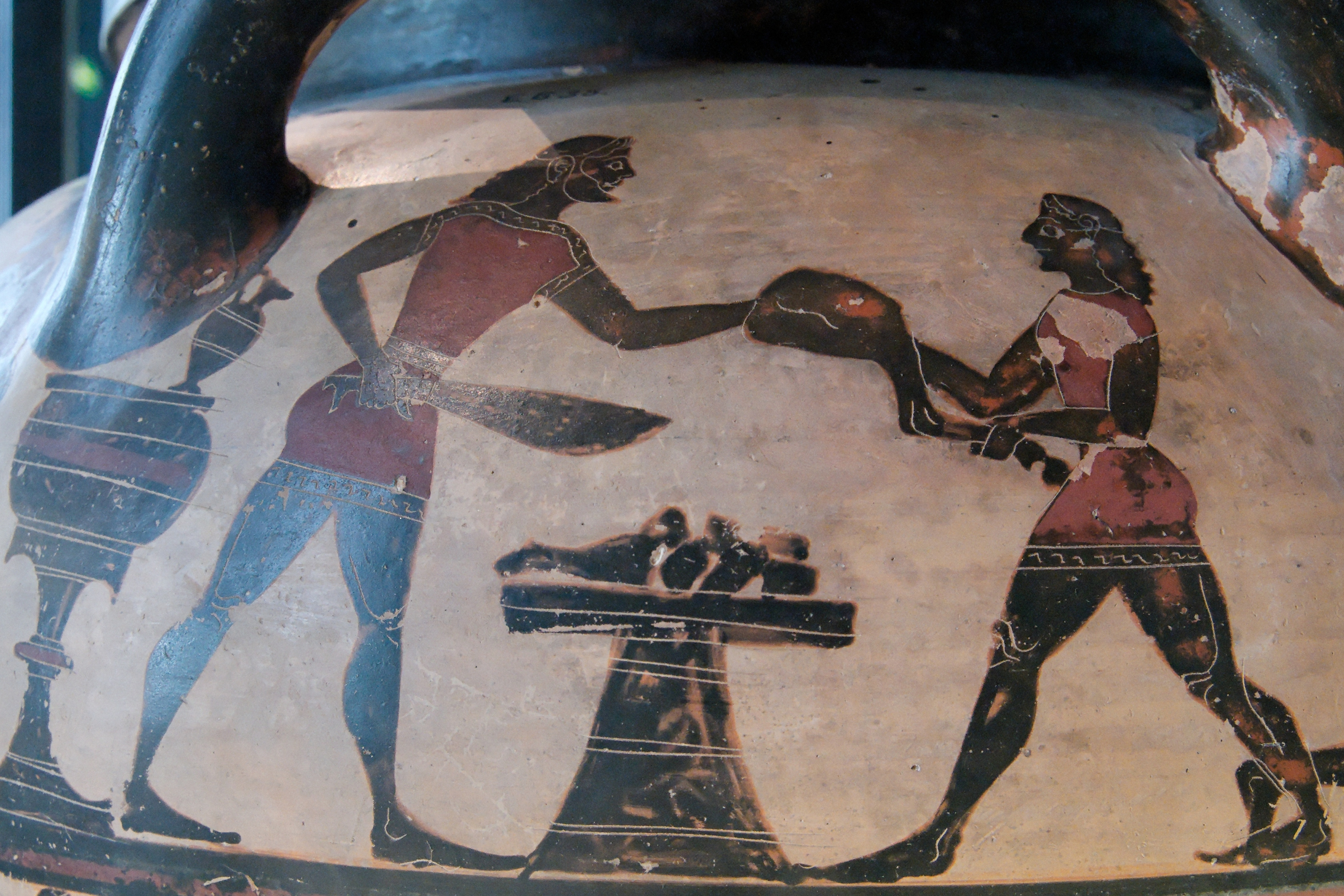
Face A : les préparatifs pour le festin
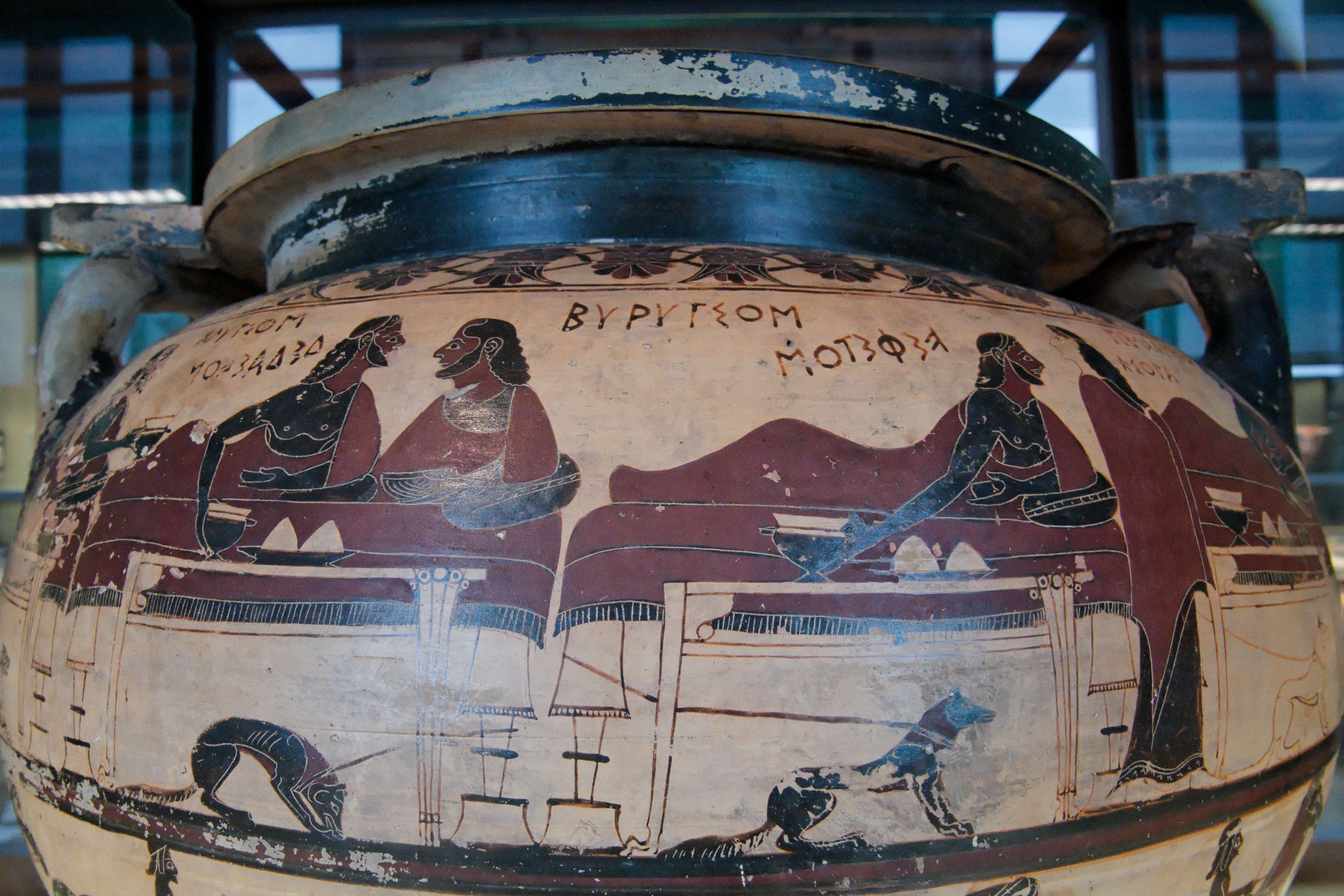
Face A : Iole, Eurytion et Herakles au festin
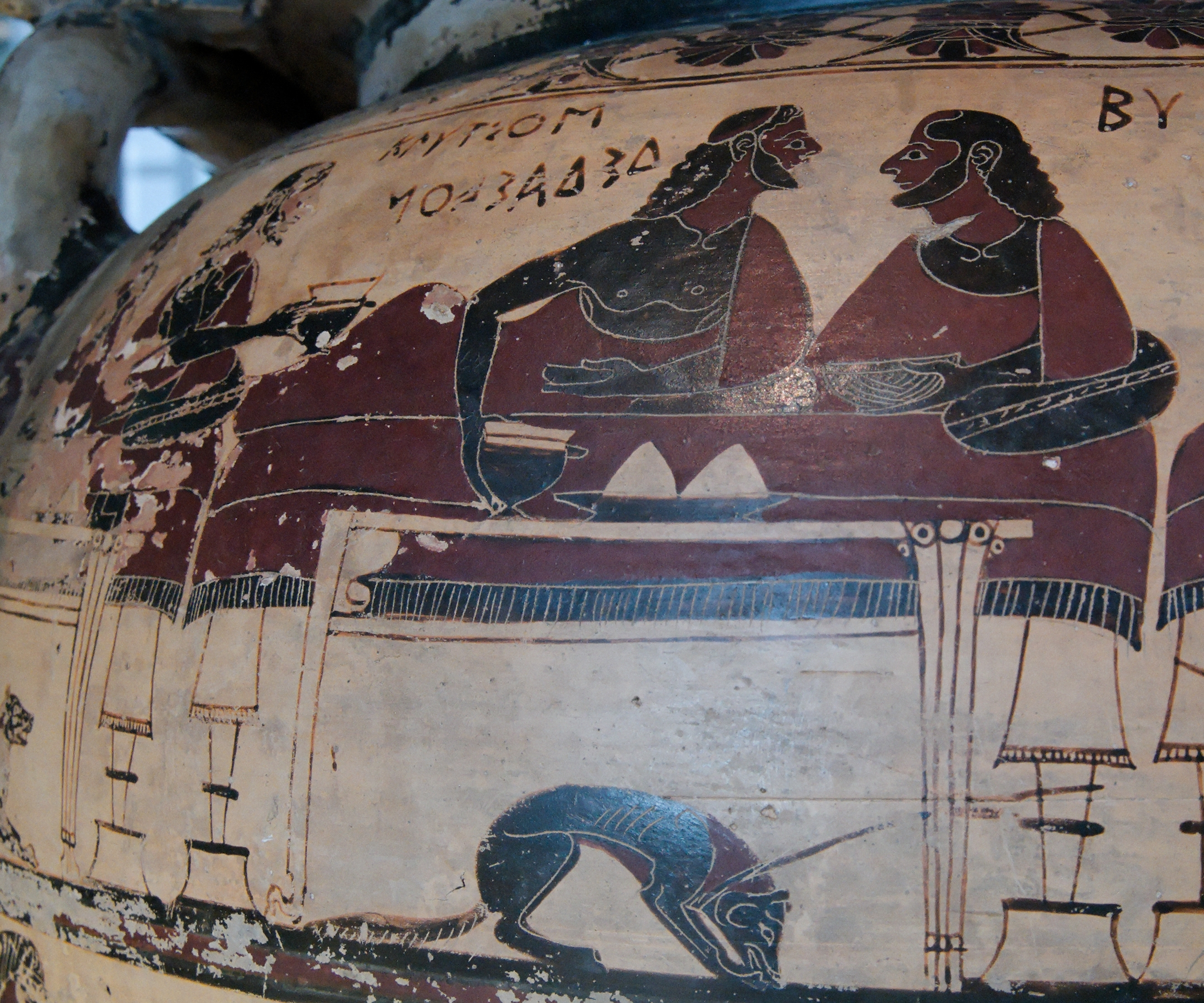
Face A : détail
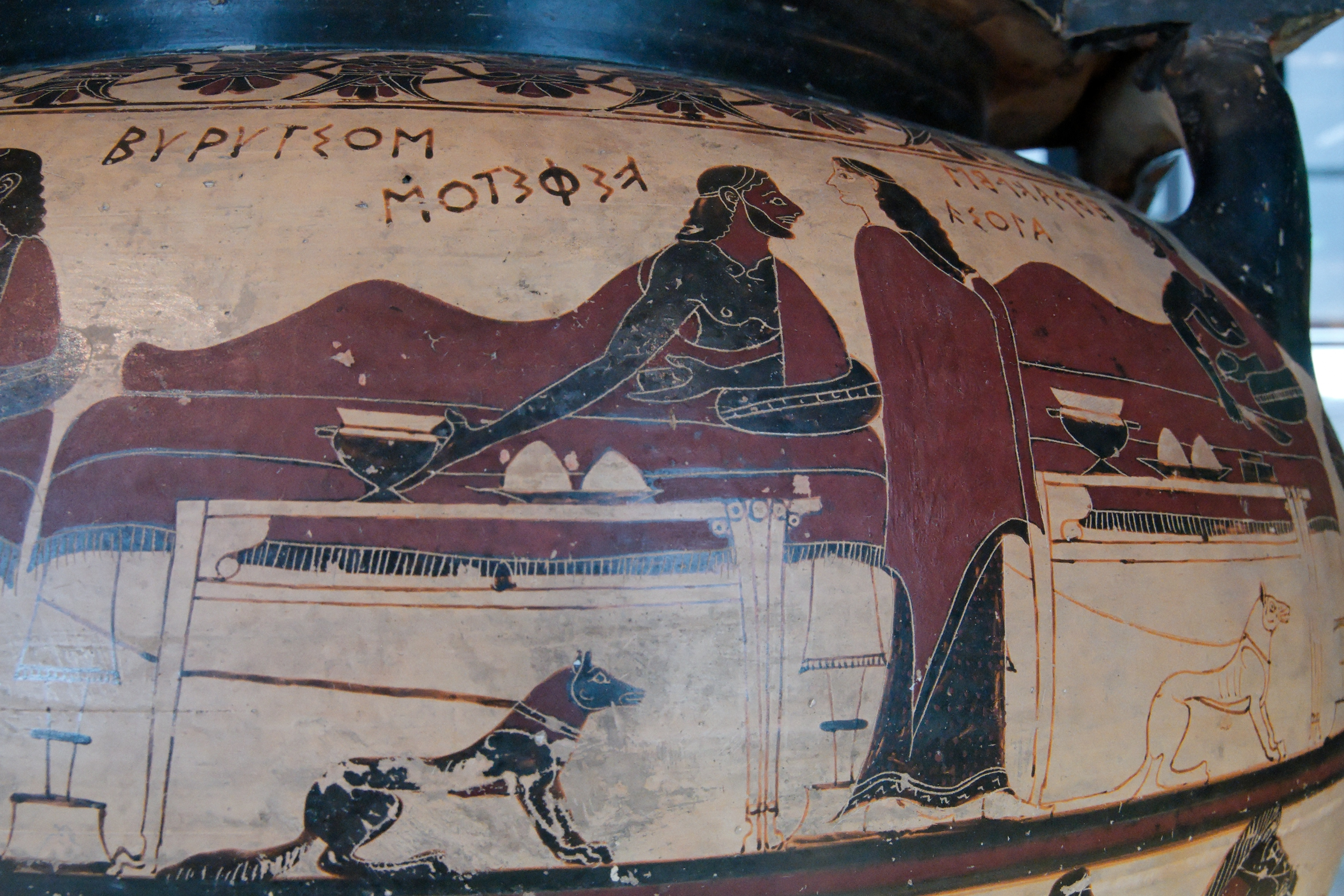
Face A : détail